# Ucigașul plătit
 Ucigașul plătit (titlul original: în italiană Il sicario) este un film italian realizat în 1961 în regia lui Damiano Damiani având în rolurile principale pe Belinda Lee, Sylva Koscina și Sergio Fantoni. 
Filmul a fost prezentat în selecția oficială a Festivalul Internațional de Film de la San Sebastián 1961.

## Distribuție
- Sergio Fantoni – Riccardo
- Alberto Lupo – Giulio Torelli
- Sylva Koscina – Carla
- Belinda Lee – Ileana Torelli
- Andrea Checchi – Frisler
- Lauro Gazzolo – Burlando
- Milena Vukotic – Renata, secretara
- Pietro Germi – Bolognesi